# Pádraig Ó Riain
Pádraig Ó Riain est un celtologue irlandais qui travaille sur l'hagiographie irlandaise, le martyre, la mythologie, l'onomastique et la codicologie.

## Biographie
Ó Riain passe une grande partie de sa carrière universitaire à l'University College Cork, où il est maître de conférences en 1964. Entre 1973 et sa retraite, il est professeur de vieux et moyen irlandais. Il est membre de la Royal Irish Academy depuis 1989, président de l'Irish Texts Society en 1992 et, plus récemment, membre de la Placenames Commission of Ireland (An Coimisiún Logainmneacha). Au cours de l'année universitaire 2000-01, il est Parnell Fellow au Magdalene College de Cambridge.

## Publications
- Clár na Lámhscríbhinní Gaeilge sa Bhreatain Bhig . Dublin, 1968.
- Corpus Genealogiarum Sanctorum Hiberniae . Dublin, 1985. .
- Beatha Bhara, Saint Finbarr de Cork : The Complete Life. Société des textes irlandais 57. Londres. 1993. (ISBN 1-870166-57-4).
- The Making of a Saint: Finbarr of Cork 600-1200. Série subsidiaire de l'Irish Texts Society 5. Londres, 1997. (ISBN 1-870166-84-1).
- (éd.) Irish Texts Society : he First Hundred Years. Série subsidiaire de l'Irish Texts Society 9. Londres, 1998. (ISBN 1-870166-88-4)
- (éd. avec John Carey et Máire Herbert). Saints and Scholars: Studies in Irish Hagiography. Dublin, 2001. (ISBN 1-85182-486-3).
- Four Irish Martyrologies: Drummond, Turin, Cashel, York. Woodbridge, 2002. (ISBN 1-870252-19-5).
- (éd.) Beatha Aodha Ruaidh, the Life of Red Hugh O’Donnell: Historical and Literary Contexts. Série subsidiaire 12 de la Irish Texts Society. Londres, 2002. (ISBN 1-870166-91-4)
- (éd. avec Diarmuid Ó Murchadha et Kevin Murray). Historical Dictionary of Gaelic Placenames: Foclóir Stairiúil Áitainmneacha na Gaeilge, Fascicle 1, Names Beginning in A-. . Londres, 2002. (ISBN 1-870166-70-1)

### Mélanges
- John Carey, Máire Herbert et Kevin Murray (éd.), Cín Chille Cúile : Texts, Saints and Places. Essays in Honour of Pádraig Ó Riain. Publications d'études celtiques. Aberystwyth, 2004. (ISBN 1-891271-13-X)